# KrAZ-6510
Der Lastkraftwagen KrAZ-6510 (ukrainisch КрАЗ-6510) ist ein dreiachsiger Lkw-Typ des ukrainischen Fahrzeugherstellers KrAZ, der seit den frühen 1990er-Jahren in Serie produziert wird. Die Antriebsformel beträgt (6×4), es werden also beide Hinterachsen des Fahrzeugs angetrieben.
Vom Hersteller wird das Fahrzeug in zwei Varianten angeboten. Sie werden als KrAZ-6510 type 1 und KrAZ-6510 type 2 vermarktet. Wesentlicher Unterschied ist die Kippmulde, die beim „type 1“ für eine Zuladung von acht Kubikmetern und beim „type 2“ für 10,5 Kubikmeter ausgelegt ist. Bei gleicher Nutzlast liegt es also nahe, dass das Fahrzeug vom Typ zwei für leichteres Ladegut konzipiert ist.
Wie bei KrAZ üblich stammt vor allem die Antriebstechnik aus russischer Produktion von JaMZ. Die Lastwagen sind für den Verkehr auf (auch unbefestigten) Straßen konzipiert, nicht aber für schweres Gelände.
Unter der Bezeichnung KrAZ-64431 wird eine technisch wie optisch ähnliche Sattelzugmaschine gefertigt. Als KrAZ-65032 wird die Allradvariante des Fahrzeugs angeboten.

## Technische Daten

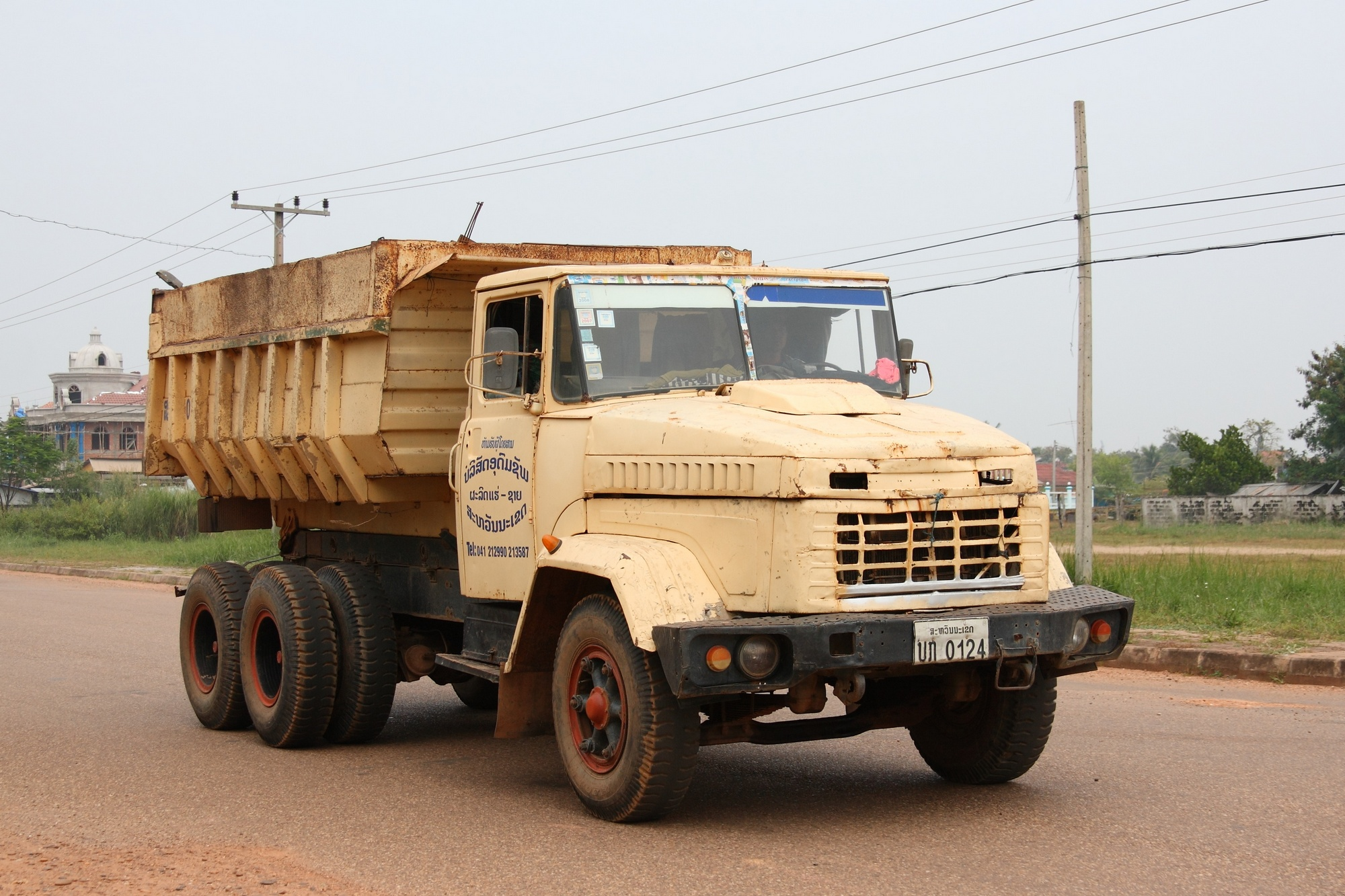
Ein KrAZ-6510 type 1 in Laos. Die Kippmulde wurde nachträglich durch Aufschweißen von Blechen am oberen Rand vergrößert, hintere Schutzbleche fehlen (2010)

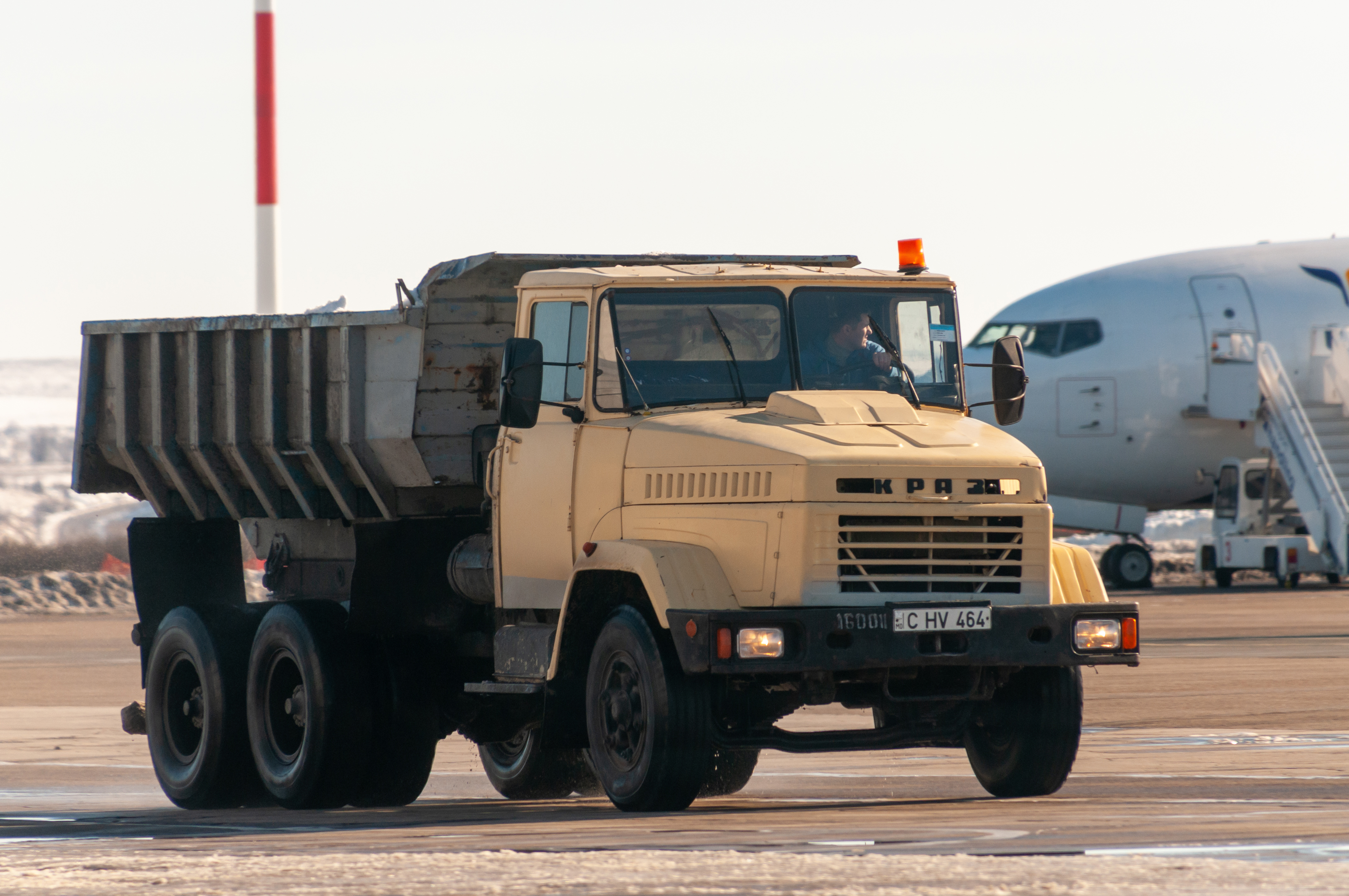
KrAZ-6510 auf dem Flughafen Chișinău, Moldawien (2019)

Stellvertretend seien hier die technischen Daten des KrAZ-6510 type 1 aufgelistet.
- Motor: V8-Dieselmotor
- Motortyp: JaMZ-238M2
- Leistung: 176 kW (240 PS) bei 2100 Umdrehungen/Minute
- Getriebe: mechanisch, fünf Gänge + Rückwärtsgang
- Getriebetyp: JaMZ-236H
- Kupplung: Zweischeiben-Trockenkupplung
- Kupplungstyp: JaMZ-238
- Treibstoffvorrat: 165 l
- Treibstoffverbrauch: 33,0 l/100 km
- Höchstgeschwindigkeit: 80 km/h

Abmessungen
- Höhe über Fahrerhaus: 2800 mm
- Höhe über Ladefläche: 2500 mm
- Länge über Alles: 8300 mm
- Radstand: 4080 + 1400 mm
- Breite: 2500 mm
- Bodenfreiheit: 2900 mm
- Zulässiges Gesamtgewicht: 24.900 kg
- Leergewicht: 11.300 kg
- Maximale Zuladung: 13.500 kg (bei Straßen mit einer zulässigen Achslast von 13 Tonnen pro Achse darf bis 15.000 kg geladen werden, entsprechend eine höhere zulässige Gesamtmasse)
- Wendekreis (Radius): 12,0 m
- Reifendimension: 12.00R20 rundum, beide Hinterachsen doppelbereift